# Himalzaleptus quinqueconicus
Himalzaleptus quinqueconicus is een hooiwagen uit de familie Sclerosomatidae.